# Погореловка (Ухоловский район)
Погореловка — село в Ухоловском районе Рязанской области России, входит в состав Ухоловского городского поселения.

## Географическое положение
Село на юго-западе примыкает к райцентру рабочему посёлку Ухолово.

## История
Погореловка в качестве села с церковью Архангела Михаила упоминается в окладных книгах 1676 года. В 1800 году была устроена новая однопрестольная Архангельская церковь. В 1870 году была освящена Архангельская церковь с приделами в честь св. Иоанна Предтечи и св. великомученика Феодора Тирона. 
В XIX — начале XX века село входило в состав Ухоловской волости Ряжского уезда Рязанской губернии. В 1906 году в селе было 98 дворов.
С 1929 года село являлось центром Погореловского сельсовета Ухоловского района Рязанского округа Московской области, с 1937 года — в составе Рязанской области, с 2005 года — в составе  Ухоловского городского поселения.

## Население
| 1859 | 1897 | 1906 | 2010 | 2023 |
| ---- | ---- | ---- | ---- | ---- |
| 608  | ↘587 | ↗609 | ↘354 | ↘232 |